# Feldbahn der Sandgruben von Bourron
| Feldbahn der Sandgruben von Bourron Sablières de Bourron – Canal du Loin | Feldbahn der Sandgruben von Bourron Sablières de Bourron – Canal du Loin |
| ------------------------------------------------------------------------ | ------------------------------------------------------------------------ |
| Ehemaliger Streckenverlauf von 1950 auf einer heutigen Karte             |                                                                          |
| Streckenlänge:                                                           | ca. 6 km                                                                 |
| Spurweite:                                                               | 600 mm (Schmalspur)                                                      |
|                                                                          |                                                                          |

Die Feldbahn der Sandgruben von Bourron (französisch Réseau des Sablières de Bourron au Canal du Loin) war eine etwa 6 Kilometer lange Decauville-Bahn mit einer Spurweite von 600 mm von den Sandgruben bei Bourron-Marlotte über den Bahnhof Bourron-Marlotte-Grez zum Canal du Loing gegenüber von Montcourt-Fromonville.

## Geschichte
Die Société des Sandlières de Bourron wurde 1911 gegründet, um die Sandgruben von Bourron zu betreiben, die sich im Wald von Fontainebleau, westlich des Dorfes Bourron-Marlotte und nördlich des Bahnhofs Bourron-Marlotte-Grez befinden. Aus dem blendend weißen Sand, der im Arrondissement Fontainebleau abgebaut wird, kann sehr hochwertiges Quarzglas hergestellt werden. Er wird vor allem für die Herstellung von Kristallglas und optischen Gläsern verwendet, z. B. für die optischen Instrumente der NASA.
Kurz nach der Firmengründung wurde die Schmalspurstrecke von der Sandgrube mit einer Brücke über die Regelspur-Bahngleise der PLM zu deren Bahnhof gebaut. Die Strecke wurde 1913 über eine Eisenfachwerkbrücke bis zum Canal du Loing bei Montcourt-Fromonville verlängert, auf dem Schüttgut günstiger als mit der Bahn transportiert werden konnte.

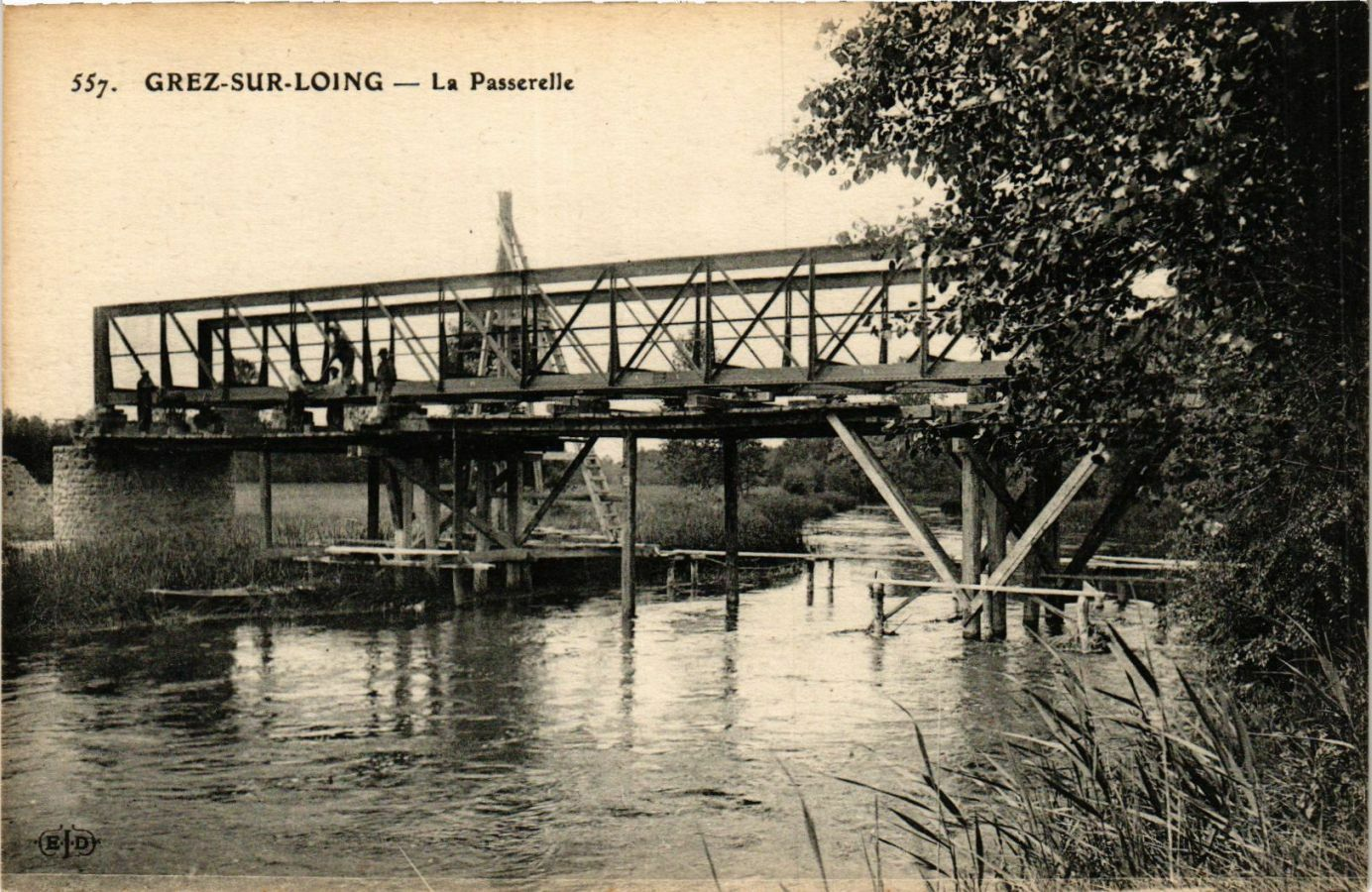
Grez-sur-Loing – La Passerelle

Philippe Lévêque und Daniel Tallet beschrieben die Feldbahnstrecke wortmalerisch wie folgt:
| Deutsche Übersetzung | Französisches Original |
| --- | --- |
| „Voller bukolischer Ecken und Winkel führte diese Strecke zu einer Reihe pittoresker Orte, einschließlich eines Stahlträger-Viadukts über den Loing, über den die kleinen Lokomotiven keuchend vor der Kulisse einer Wassermühle aus dem 17. Jahrhundert vorbeizogen“ | « Pleine de recoins bucoliques, cette ligne menait à bon nombre d´endroits pittoresques dont un viaduc à poutrelles métalliques sur le Loing que les petites locomotives franchissaient haletantes, sur fond de moulin à eau du XVIIe siècle. » |

Der gewerbliche Gütertransport mit der Schmalspurbahn wurde 1969 eingestellt. Die Sandgruben werden heute durch die Sibelco mithilfe von Lastwagen betrieben. Ein Teil der Strecke wird unter dem Namen Tacot des Lacs als Museumsbahn genutzt.

## Lokomotiven

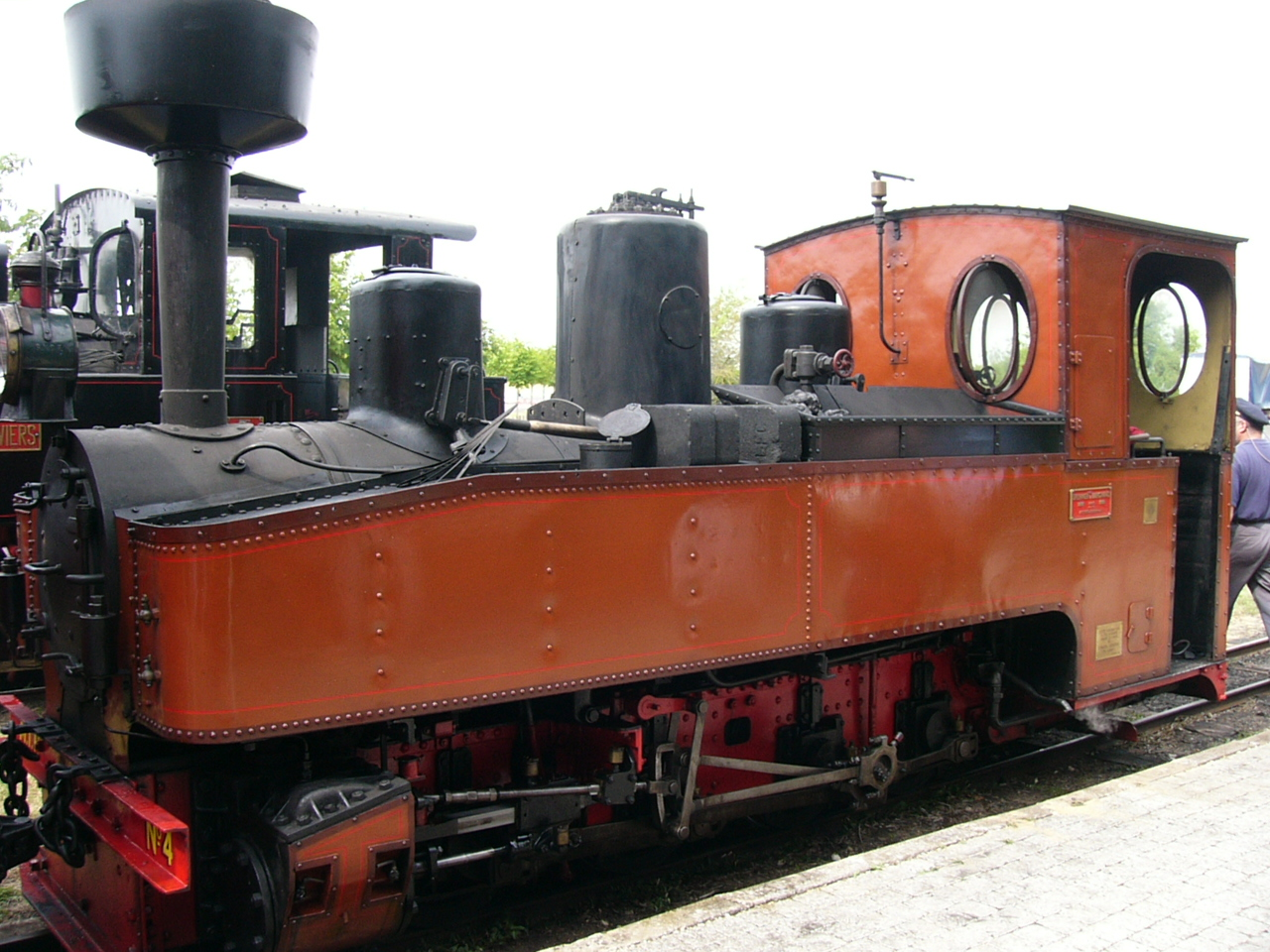
Henschel Nr. 15311

Von 1920 bis 1959 wurden bis zu 12 vierachsige Henschel-Dampflokomotiven auf der Strecke eingesetzt. Eine davon ist bei der Firma Chambon de Nemours und eine, Nr. 15311, im Verkehrsmuseum Pithiviers erhalten. Am Ende des kommerziellen Bahnbetriebs gab es stattdessen sechs zweiachsige T75-Billard-Diesel-Kleinlokomotiven. Zwei davon sind beim P'tit Train de Saint-Trojan und eine bei der Chemin de fer Froissy-Dompierre erhalten.